# Równania Einsteina-Infelda-Hoffmanna
Równania ruchu Einsteina-Infelda-Hoffmanna – wyprowadzone wspólnie przez Alberta Einsteina, Leopolda Infelda i Banesha Hoffmanna różniczkowe równania ruchu, opisujące przybliżoną
dynamikę układu punktowych mas w zależności od ich wzajemnych oddziaływań grawitacyjnych przy uwzględnieniu efektów wynikających z ogólnej teorii względności. Równania te są wyprowadzone w taki sposób, że ich rozwiązania dobrze przybliżają rozwiązania pełnych równań ogólnej teorii względności w przypadku, gdy prędkości ciał są małe w porównaniu do prędkości światła w próżni, a pola grawitacyjne odpowiednio słabe.
Dany jest układ N ciał, oznaczonych indeksami A = 1, ..., N, barycentryczny wektor przyśpieszenia ciała A spełnia zależność:
{\displaystyle {\begin{aligned}{\vec {a}}_{A}=&\sum _{B\not =A}{\frac {Gm_{B}{\vec {n}}_{BA}}{r_{AB}^{2}}}\\&+{\frac {1}{c^{2}}}\sum _{B\not =A}{\frac {Gm_{B}{\vec {n}}_{BA}}{r_{AB}^{2}}}\left[v_{A}^{2}+2v_{B}^{2}-4({\vec {v}}_{A}\cdot {\vec {v}}_{B})-{\frac {3}{2}}({\vec {n}}_{AB}\cdot {\vec {v}}_{B})^{2}\right.\\&\qquad \left.-\ 4\sum _{C\not =A}{\frac {Gm_{C}}{r_{AC}}}-\sum _{C\not =B}{\frac {Gm_{C}}{r_{BC}}}+{\frac {1}{2}}(({\vec {x}}_{B}-{\vec {x}}_{A})\cdot {\vec {a}}_{B})\right]\\&+{\frac {1}{c^{2}}}\sum _{B\not =A}{\frac {Gm_{B}}{r_{AB}^{2}}}\left[{\vec {n}}_{AB}\cdot (4{\vec {v}}_{A}-3{\vec {v}}_{B})\right]({\vec {v}}_{A}-{\vec {v}}_{B})\\&+{\frac {7}{2c^{2}}}\sum _{B\not =A}{\frac {Gm_{B}{\vec {a}}_{B}}{r_{AB}}}+O(c^{-4})\end{aligned}}}
gdzie:
{\displaystyle \cdot } jest operacją iloczynu skalarnego wektorów,
{\displaystyle {\vec {x}}_{A}} jest barycentrycznym wektorem pozycji ciała {\displaystyle A,}
{\displaystyle {\vec {v}}_{A}=d{\vec {x}}_{A}/dt} jest barycentrycznym wektorem prędkości ciała {\displaystyle A,}
{\displaystyle {\vec {a}}_{A}=d^{2}{\vec {x}}_{A}/dt^{2}} jest barycentrycznym wektorem przyśpieszenia ciała {\displaystyle A,}
{\displaystyle r_{AB}=|{\vec {x}}_{A}-{\vec {x}}_{B}|} jest odległością między ciałami {\displaystyle A} i {\displaystyle B,}
{\displaystyle {\vec {n}}_{AB}=({\vec {x}}_{A}-{\vec {x}}_{B})/r_{AB}} jest wektorem jednostkowym o zwrocie w kierunku od ciała {\displaystyle B} do ciała {\displaystyle A,}
{\displaystyle m_{A}} jest masą ciała {\displaystyle A,}
{\displaystyle c} jest prędkością światła w próżni,
{\displaystyle G} jest stałą grawitacji,
człon {\displaystyle O(c^{-4})} oznacza, zgodnie z notacją dużego O, łącznie wszystkie składniki mające w mianowniku {\displaystyle c} do potęgi czwartej lub wyższej.
Pierwszy człon prawej strony równania stanowi newtonowskie przyśpieszenie grawitacyjne ciała {\displaystyle A;} przy przejściu granicznym {\displaystyle c\to \infty } równanie powyższe przechodzi zatem w klasyczne równanie dynamiki Newtona.
Przyśpieszenie danego ciała jest zależne od przyśpieszeń wszystkich pozostałych ciał, a w układzie równań każda wartość po lewej stronie znaku równości występuje również po prawej. W związku z tym równania te rozwiązuje się stosując metody iteracyjne. W praktyce, używając w obliczeniach przyśpieszenia newtonowskiego w miejsce przyśpieszenia relatywistyczngo, otrzymuje się zadowalającą dokładność.